# 波尔蒂略德托莱多
波尔蒂略德托莱多，是西班牙卡斯蒂利亚-拉曼恰托莱多省的一个市镇。总面积20平方公里，总人口2055人（2001年），人口密度103人/平方公里。